# Hortus conclusus

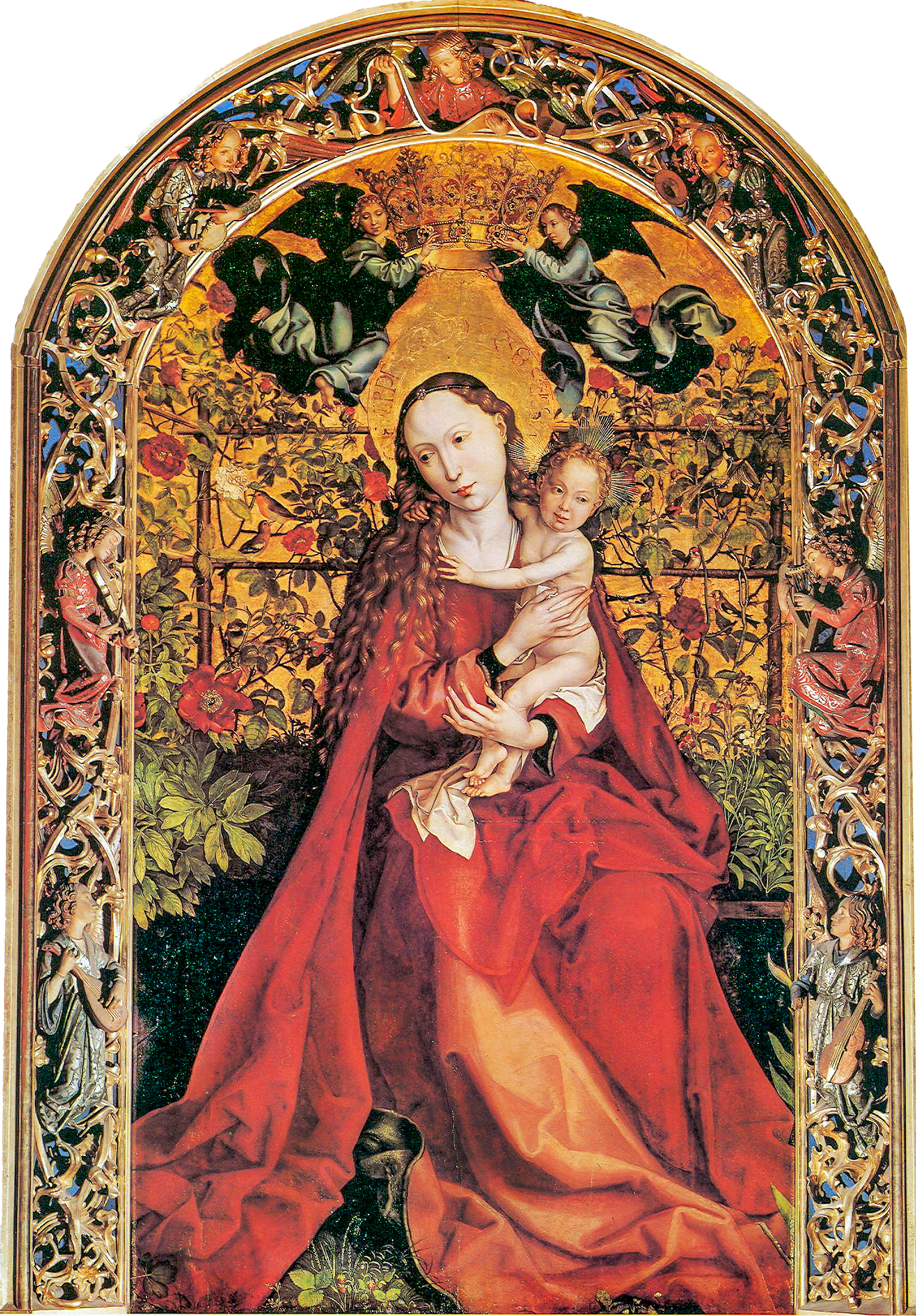
Martin Schongauer, Vierge à l'Enfant dans un jardin de roses.

Pour les articles homonymes, voir Hortus (homonymie).
L'hortus conclusus (« jardin enclos » en latin) est un thème iconographique de l'art religieux européen qui joue un rôle prééminent dans la poésie mystique et la représentation artistique de la Vierge Marie. Ce terme provient du Cantique des cantiques 4, 12 de la Vulgate : « Hortus conclusus soror mea, sponsa ; hortus conclusus, fons signatus. » (« Ma sœur et fiancée est un jardin enclos ; le jardin enclos est une source fermée. »)

## Symbolique

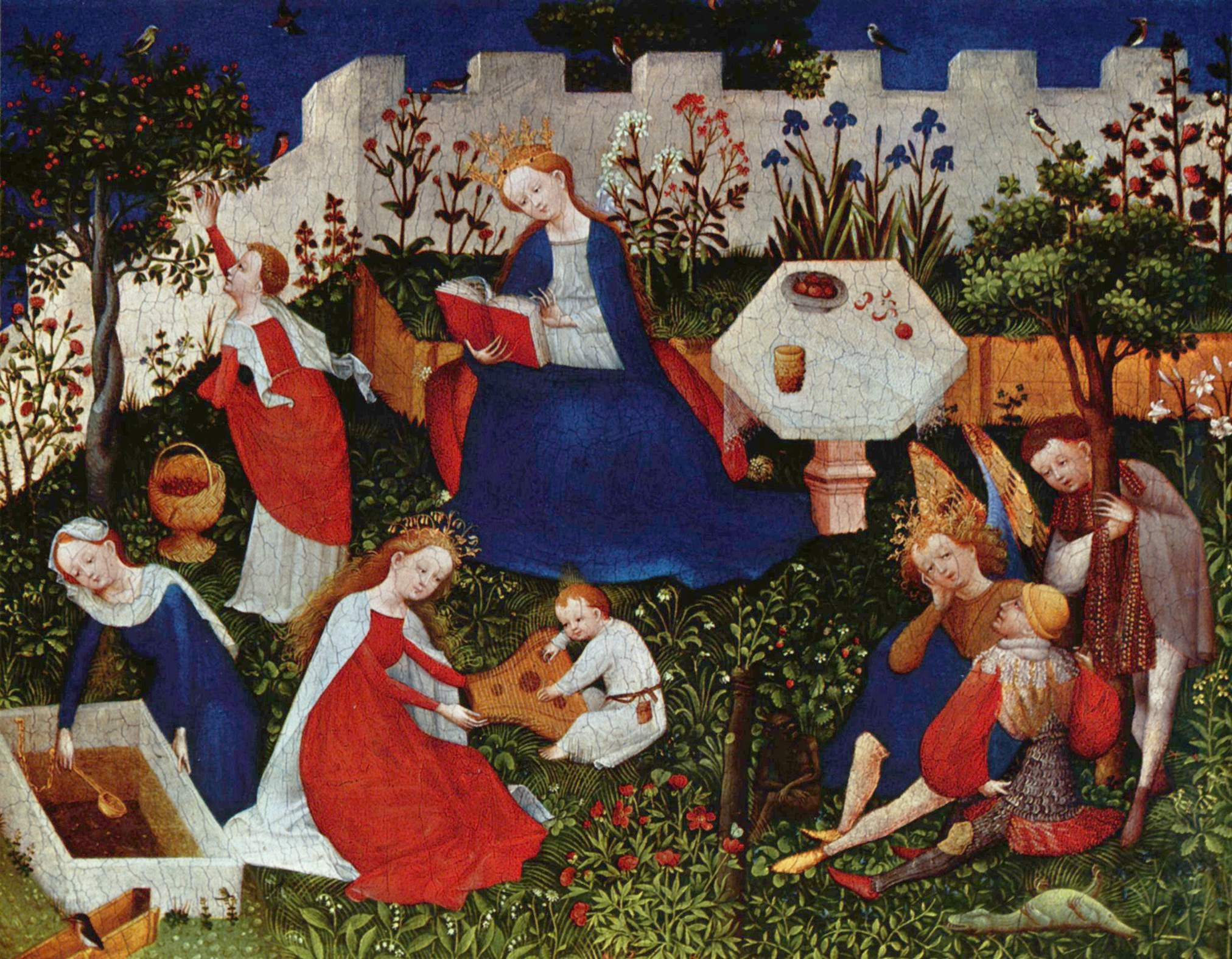
Maître anonyme du Haut Rhin, La Vierge au Paradis avec les saints, vers 1410.

De fameux  mystiques ont interprété cette image au cours des siècles pour identifier le jardin enclos à la Vierge Marie ou à une vision paradisiaque. La Vierge est aussi symbolisée par le lis blanc, image de pureté virginale, ou par la rose, image de sa conception immaculée. D'autres fleurs ou plantes symbolisent la Vierge chez les peintres, comme l'ancolie, les fraises, la violette, l'iris, le muguet.
Ce thème est souvent utilisé dans les scènes de l'Annonciation, où un jardin enclos est peint en arrière-plan ou de côté.
Les moines cultivent généralement un petit enclos fleuri autour d'une statue de la Vierge Marie, en lien avec cette symbolique, ou bien fleurissent le jardin de leur cloître dans cet esprit.